# رؤية - من حياة هايدغارد من بنجن
رؤيه - من حياه هايدغارد من بنجن (بالإنجليزية: Vision – Aus dem Leben der Hildegard von Bingen)‏ هو فيلم سيرة ذاتية، وفيلم دراما
أُصدر في 4 سبتمبر 2009، و24 سبتمبر 2009، في ألمانيا. وقد أخرجه مارغريث فون تروتا، وكَتَب السيناريو مارغريث فون تروتا.

## القصة
يعرض الفيلم قصة حياة الراهبة الألمانيةهيلديجارد فون بنجن التي كانت ترأس دير بندكتينية في العصور الوسطى، كانت تتمتع بمواهب متعددة منها التلحين والكتابة، كما كانت فيلسوفة  وعالمة نبات. كانت لديها آراء تعارض السلطة البطريركية. يركز الفيلم على علاقة غير متوقعة تنشأ بينها وبين راهبة شابة تدعى ريتشارديس،  تتطور إلى علاقة قوية تشبه الأم بابنتها ومع ذلك تواجه هذه العلاقة تهديدات من قبل السلطة السياسية والكنيسة مما يعرضها للخطر.   

## طاقم التمثيل
- باربرا سوكوا
- جوزيف فون ويستفالين
- سالومي كامر
- ماتياس برينر
- Vera Lippisch  [لغات أخرى]‏
- نيكول اونغر  [لغات أخرى]‏
- Annemarie Düringer [الإنجليزية]‏
- Paula Kalenberg [الإنجليزية]‏
- هانا هرتزشبرونغ
- Heino Ferch [الإنجليزية]‏
- ديفيد شترايسوف
- Lena Stolze [الإنجليزية]‏
- صاناي ميليز
- هيلد جيرالد الكسندر
- Susanne von Medvey  [لغات أخرى]‏

## الاستقبال

### الجوائز والترشيحات
الجوائز
الترشيحات

## وصلات خارجية
- رؤيه - من حياه هايدغارد من بنجن على موقع IMDb (الإنجليزية)
- رؤيه - من حياه هايدغارد من بنجن على موقع ميتاكريتيك (الإنجليزية)
- رؤيه - من حياه هايدغارد من بنجن على موقع روتن توميتوز (الإنجليزية)
- رؤيه - من حياه هايدغارد من بنجن على موقع نتفليكس (الإنجليزية)
- رؤيه - من حياه هايدغارد من بنجن على موقع ألو سيني (الفرنسية)
- رؤيه - من حياه هايدغارد من بنجن على موقع Turner Classic Movies (الإنجليزية)
- رؤيه - من حياه هايدغارد من بنجن على موقع أول موفي (الإنجليزية)
- رؤيه - من حياه هايدغارد من بنجن على موقع فيلمافينيتي (الإسبانية)
- رؤيه - من حياه هايدغارد من بنجن على موقع قاعدة بيانات الفيلم (الإنجليزية)
- رؤيه - من حياه هايدغارد من بنجن على موقع ليتربوكسد (الإنجليزية)